# Espen Bjørnstad
Espen Bjørnstad (26 dicembre 1993) è un combinatista nordico norvegese, campione olimpico nella gara a squadre a Pechino 2022.

## Biografia
Bjørnstad, attivo in gare FIS dal gennaio del 2013, in Coppa del Mondo ha esordito il 4 gennaio 2014 a Čajkovskij, senza concludere la gara, e ha colto il primo podio il 18 gennaio 2019 a Chaux-Neuve (2º). Ai successivi Mondiali di Seefeld in Tirol 2019, suo esordio iridato, ha vinto la medaglia d'oro nella gara a squadre dal trampolino normale ed è stato 15º nel trampolino lungo e 6º nel trampolino normale; nella stagione seguente ha ottenuto il primo successo in Coppa del Mondo, il 25 gennaio 2020 a Oberstdorf, mentre ai Mondiali di Oberstdorf 2021 ha vinto nuovamente la medaglia d'oro nella gara a squadre dal trampolino normale e si è classificato 10º nel trampolino normale. L'anno dopo ai XXIV Giochi olimpici invernali di Pechino 2022, suo esordio olimpico, ha vinto la medaglia d'oro nella gara a squadre e si è piazzato 27º nel trampolino normale; ai Mondiali di Trondheim 2025 è stato 13º nel trampolino lungo.

## Palmarès

### Olimpiadi
- 1 medaglia:
  - 1 oro (gara a squadre a Pechino 2022)

### Mondiali
- 2 medaglie:
  - 2 ori (gara a squadre dal trampolino normale a Seefeld in Tirol 2019; gara a squadre dal trampolino normale a Oberstdorf 2021)

### Coppa del Mondo
- Miglior piazzamento in classifica generale: 6º nel 2020
- 10 podi (6 individuali, 4 a squadre):
  - 2 vittorie (a squadre)
  - 5 secondi posti (4 individuali, 1 a squadre)
  - 3 terzi posti (2 individuali, 1 a squadre)

#### Coppa del Mondo - vittorie
| Data            | Località    | Nazione  | Trampolino          | Spec.                                                                     |
| --------------- | ----------- | -------- | ------------------- | ------------------------------------------------------------------------- |
| 25 gennaio 2020 | Oberstdorf  | Germania | Schattenberg HS140  | T LH/4x5 km (con Jens Lurås Oftebro, Jørgen Graabak e Jarl Magnus Riiber) |
| 4 dicembre 2021 | Lillehammer | Norvegia | Lysgårdsbakken HS98 | T NH/4x5 km (con Jens Lurås Oftebro, Jørgen Graabak e Jarl Magnus Riiber) |

Legenda:

T = gara a squadre

NH = trampolino normale

LH = trampolino lungo